# Qorağan
Qorağan (ryska: Гораган, azerbajdzjanska: Qoraqan) är en ort i Azerbajdzjan.   Den ligger i distriktet Qax Rayonu, i den nordvästra delen av landet, 290 km väster om huvudstaden Baku. Qorağan ligger 202 meter över havet och antalet invånare är 1 262.
Terrängen runt Qorağan är platt. Närmaste större samhälle är Aliabad, 13,8 km nordväst om Qorağan.
Trakten runt Qorağan består till största delen av jordbruksmark. Runt Qorağan är det ganska glesbefolkat, med 35 invånare per kvadratkilometer.